# Flow (groupe)
Pour les articles homonymes, voir Flow.
Ne doit pas être confondu avec Flo (groupe).
Flow (フロウ, FLOW) est un groupe de rock japonais. Il est composé de cinq musiciens de deux chanteurs (Keigo et Kohshi), d'un guitariste (Take), d'un bassiste (Got's) et d'un batteur (Iwasaki). C'est en 2000, avec l'arrivée de tous ses membres, que le groupe est formé. Le groupe participe à de nombreux générique d'animes.

## Biographie

### Débuts
Dès 1993, les deux frères Kohshi (chant) et Take (guitare) commencent à jouer ensemble mais ce n'est qu'en 1998 que le groupe se forme réellement. Ils sont rejoints par Keigo (chant), Got's (basse) et Iwasaki (batterie) en 2000.

### Années 2000
Un an plus tard, en 2001, ils sortent leur premier maxi single Flow #0. La même année, le groupe sort deux autres mini-albums, qui rencontrent un certain succès. Okuru Kotoba, le premier single de Flow, est publié en janvier 2003. Il reste alors dans le Oricon indie chart pendant sept semaines consécutives et arrive même à la 6e place sur le tableau des meilleurs singles.  Au printemps 2003, le groupe sort son premier album, Splash!. Leur prochain single, Blaster, est publié par un grand label, Ki/oon Records en juillet. 
Pendant trois semaines, leur single Go!!!, sorti au mois de mai 2004, figure dans le top 10 du classement Oricon. Il deviendra plus tard le quatrième générique d'ouverture du manga Naruto. Le deuxième album du groupe, Game, sort le même mois.
C'est en juillet 2005 que le troisième album du groupe, Golden Coast, est publié. Flow joue pour la première fois en Amérique du Nord, à Dallas, et au Texas, le 2 septembre 2006 à l'Anime Fest, qui s'est tenue au Hyatt Hotel et au centre des congrès au centre-ville de Dallas. Ils collaborent ensuite avec le groupe de Hip-hop japonais Home Made Kazoku pour la chanson Night Parade Le groupe sort aussi une musique du nom de Colors qui deviendra le premier opening de Code Geass: Lelouch of the Rebellion. En février 2008, ils sortent un nouveau single intitulé Arigatou, suivi par Word of the Voice en juin 2008. La chanson World End est utilisée pour le générique de l'anime Code Geass: Lelouch of the Rebellion R2. Leur chanson Go! est jouée lors des Jeux olympiques d'été de 2008 dans le match de baseball entre le Japon et l'Australie.

### Années 2010

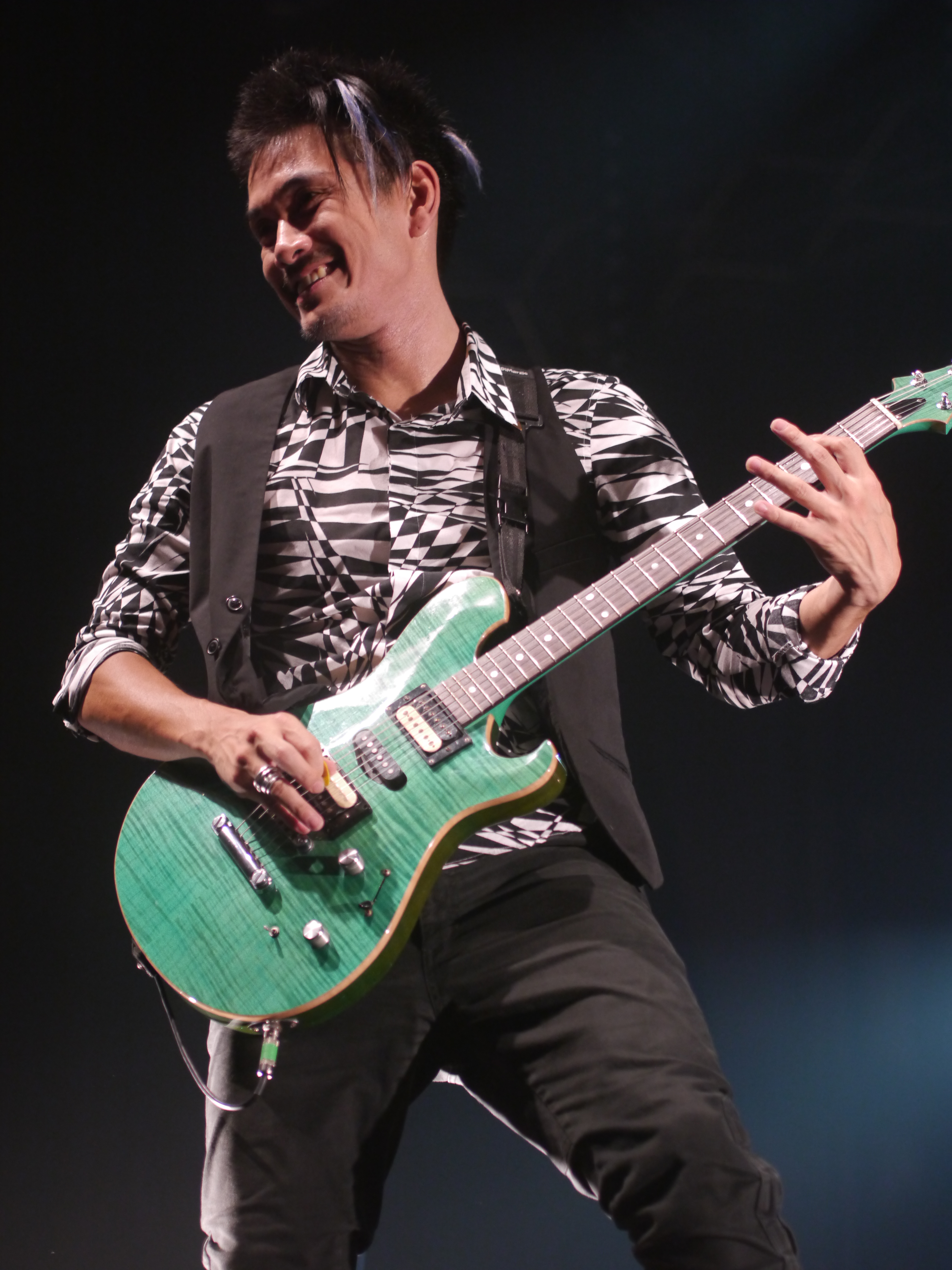
Take en Concert durant la Japan Expo en 2012.

Leur album Microcosm est publié en juin 2010 au Japon, puis dans 44 autres pays à l'international. Le 12 décembre 2010, ils jouent au Honolulu Marathon devant plus de 30 000 personnes.
Flow joue en France en juillet 2012, en tant qu'invité d'honneur musique de la Japan Expo. Lors d'une conférence à la Japan Expo 13e impact ils confient aux fans français que c'est la première fois qu'ils viennent en France et qu'ils espèrent bien revenir. Cette conférence est donnée le jeudi 5 juillet ; le groupe répond à plusieurs questions et révèle que leur prochain opening d'anime sera celui d'Eureka Seven AO.
En 2013, le groupe de musique interprète une reprise de HERO ～希望の歌～/CHA-LA HEAD-CHA-LA qui est le premier générique d'ouverture du célèbre anime Dragon Ball Z. Cette reprise est utilisée comme musique pour le film Dragon Ball Z: Battle of Gods lorsque Son Goku combat le dieu de la destruction Beerus. L'année suivante, en 2014, ils collaborent avec le groupe Grandrodeo, un groupe de rock japonais, pour la chanson 7 -seven-, utilisée comme premier générique de fin de Nanatsu no Taizai. Leur single Ai Ai Ai ni Utarete Bye Bye Bye est publié le 26 février 2014 et devient le générique de l'anime Samurai Flamenco. Ils reviennent jouer à l'Anime Fest huit ans plus tard, en août 2014 au Sheraton Dallas Hotel.
En 2015, Flow sort l'album FLOW ANIME BEST 極 (FLOW ANIME BEST KIWAMI). Cet album est une compilation de leurs meilleures chansons ayant servi de générique à un anime. C'est le troisième album de ce genre que le groupe sort puisqu'il y avait déjà eu l'album Flow Anime Best en 2011 et Flow the Best ～Single Collection～ en 2006. Pour la sortie de ce nouvel album, Flow fait sa première vraie tournée mondiale nommée Flow World Tour 2015 -Kiwami-. Pendant cette tournée, le groupe se rend pour la première fois au Canada. Ils y donnent deux concerts. Le premier à Edmonton, en Alberta, lors de l'Animethon et le deuxième à Montréal, au Québec, lors de l'Otakuthon. Plus tard dans l'année, le groupe collabore avec les groupes BACK-ON et 閖上太鼓保存会 lors de l’événement Act Against AIDS 2015 à Sendai. Leur single Niji no Sora (虹の空) (2015) devient le 34e générique de fin (ending) Naruto Shippuden. Leur single Steppin' out devient le thème de Durarara!!x2: Ketsu. Le single Kaze no Uta (風ノ唄) / Burn est publié le 24 août 2016 ; il sera utilisé pour Tales of Zestiria the X et Tales of Berseria.
Leur single Innosense est publié le 8 février 2017 et sert de second thème pour Tales of Zestiria the X.
En 2018 le groupe publie une musique en coopération avec le groupe Granrodeo qui se nomme : Howling .

## Membres

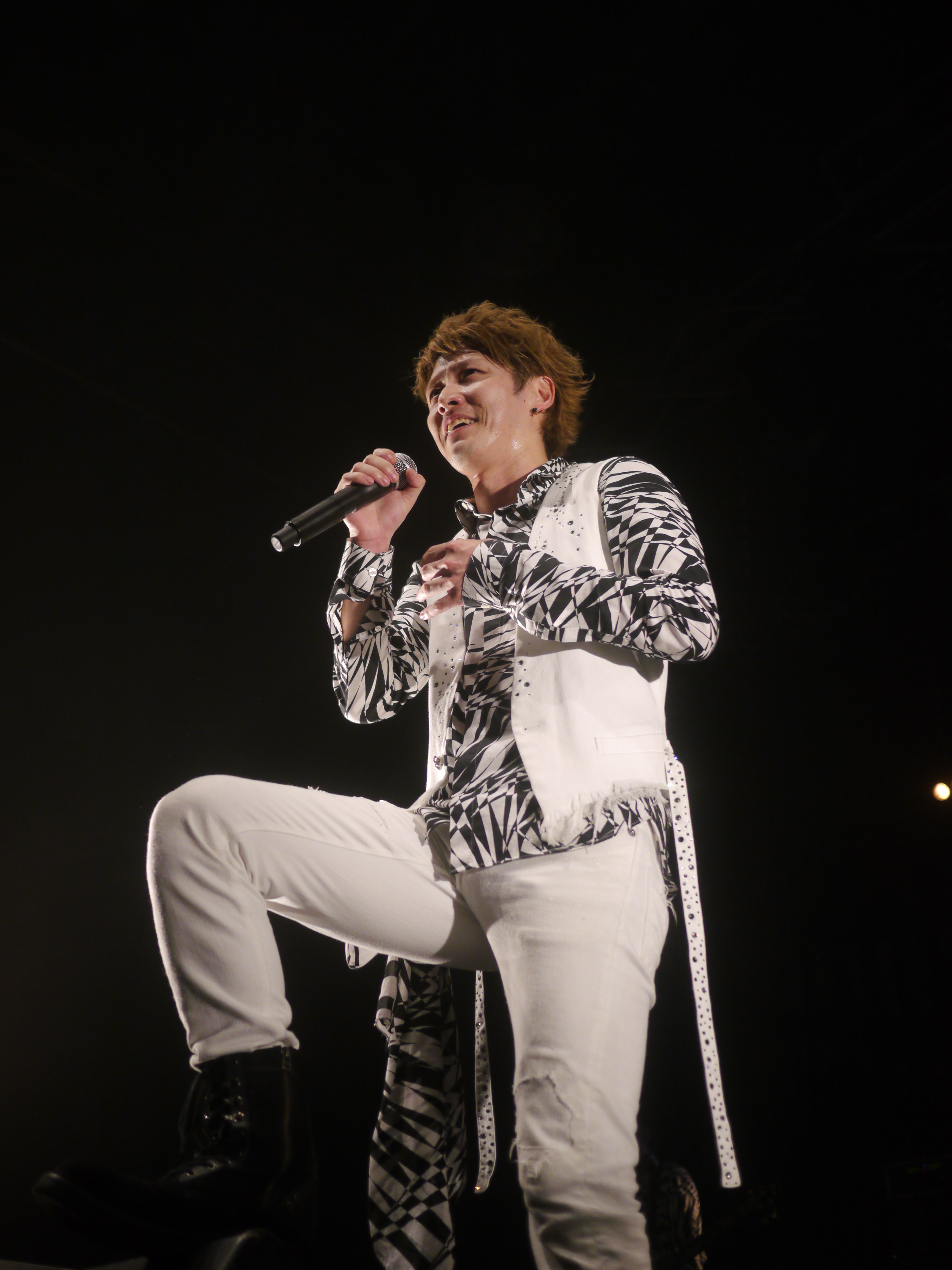
Keigo en concert durant Japan Expo 2012.
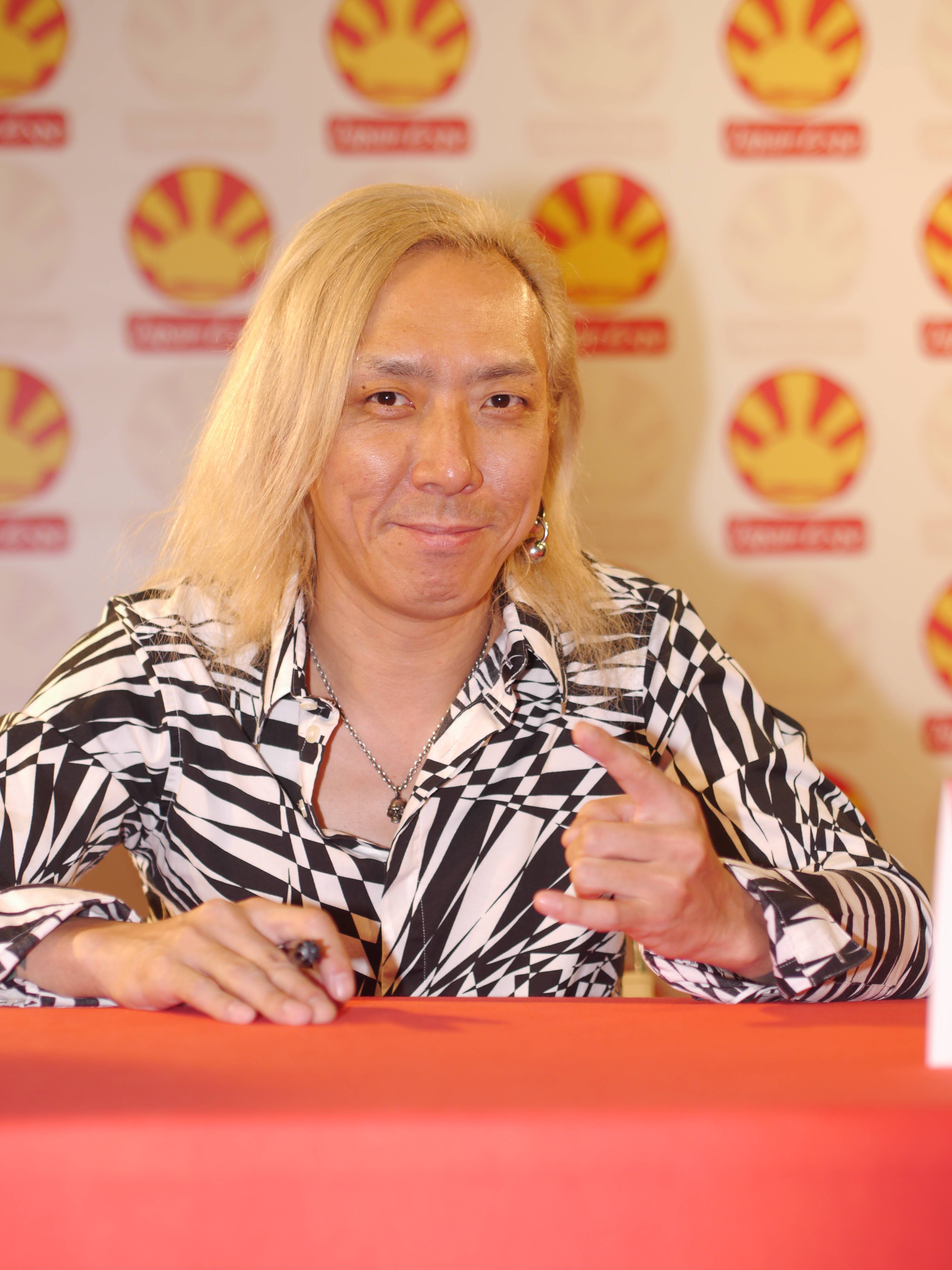
Iwasaki en dédicace durant Japan Expo 2012.
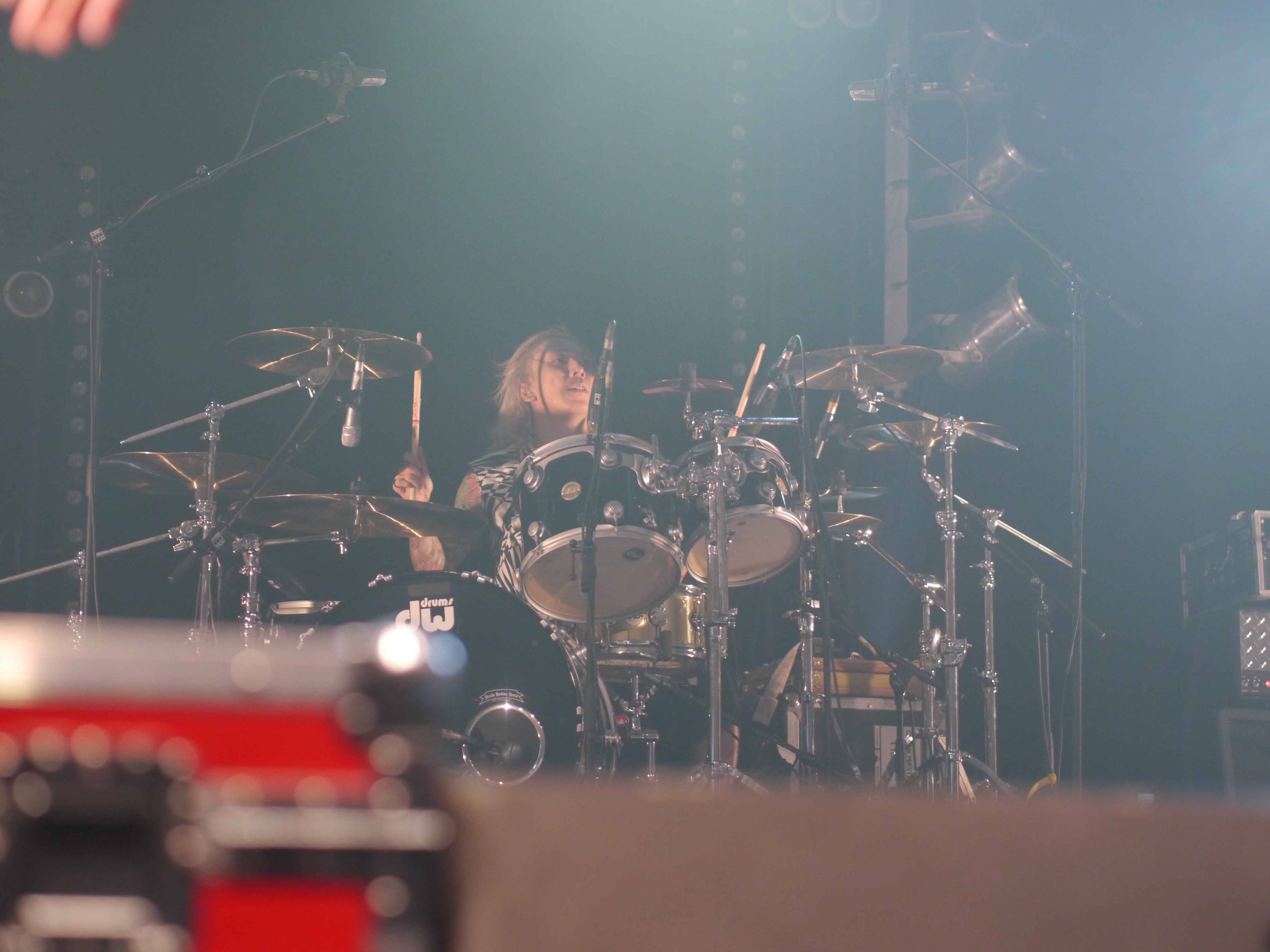
Iwasaki en concert durant Japan Expo 2012.
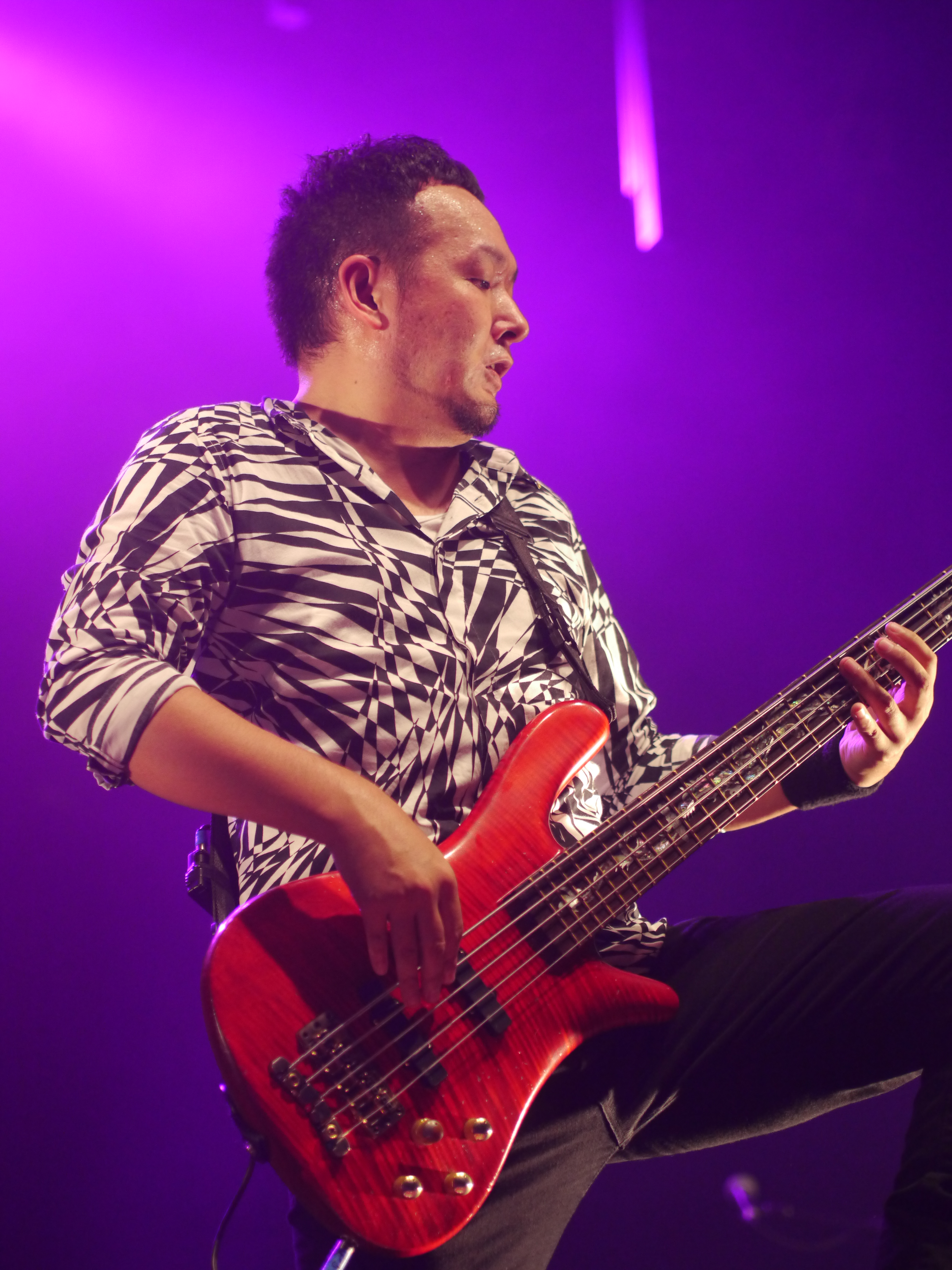
Got's en concert durant Japan Expo 2012.

## Discographie

### Singles
- 2001 : FLOW #0
- 2002 : Like a Rolling Snow
- 2002 : SUNSHINE 60
- 2003 : Dream Express
- 2003 : Blaster
- 2003 : Melos
- 2003 : Okuru Kotoba
- 2004 : Life is Beautiful
- 2004 : Go!!! (générique d'ouverture à la série Naruto)
- 2004 : Ryusei/Sharirara
- 2005 : Garden ~Summer Edit~
- 2005 : DAYS (générique de début à la série Eureka SeveN)
- 2005 : Rookie/STAY GOLD
- 2006 : Colors (générique d'ouverture à la série Code Geass)
- 2006 : Around the world/KANDATA
- 2006 : Re:member (générique d'ouverture à la série Naruto)
- 2007 : Answer
- 2007 : Fuyu no Amaoto
- 2008 : Arigatou
- 2008 : Word of the Voice (générique d'ouverture à la série Persona: Trinity Soul)
- 2008 : World End (générique d'ouverture à la série Code Geass)
- 2010 : Sign (générique de début à la série Naruto Shippuden)
- 2010 : Calling  (générique d'ouverture à la série Heroman)
- 2010 : Tabidachi Graffiti
- 2011 : 1/3 no Junjou na Kanjou (générique de fin pour Rurōni Kenshin)
- 2011 : Hey!!! (générique d'ouverture à la série Beelzebub)
- 2012 : Bravblue (générique d'ouverture à la série Eureka Seven Ao)
- 2012 : Kyujitsu'
- 2012 : Days-ao-mix
- 2013 : Kibou no Uta (musique final au film Dragon Ball Z: Battle of Gods)
- 2014 : 7  Seven (musique de fin pour The Seven Deadly Sins saison 1 )
- 2015 : Niji no Sora (générique de fin pour Naruto Shippuden)
- 2016 : Kaze no Uta (musique à l'anime Tales of Zestiria the X)
- 2016 : Burn (musique d'ouverture au jeu-vidéo Tales of Berseria)
- 2018 : Howling (musique d'ouverture de The Seven Deadly Sins saison 2)

### DVD
- THE PLAY OFF～ GAME 1 ～ (1er décembre 2004)
- FLOW Countdown Live 2006-2007  (21 mars 2007)
- FLOW THE VIDEO (3 septembre 2008)
- FLOW LIVE TOUR 2007-2008 (24 décembre 2008)
- FLOW FIRST ZEPP TOUR 2011 "ON THE LINE" (21 septembre 2011)
- FLOW VIDEO THE MAX !!! (6 février 2013)
- FLOW LIVE TOUR 2013 (18 décembre 2013)